# Eulenturm (Warburg)

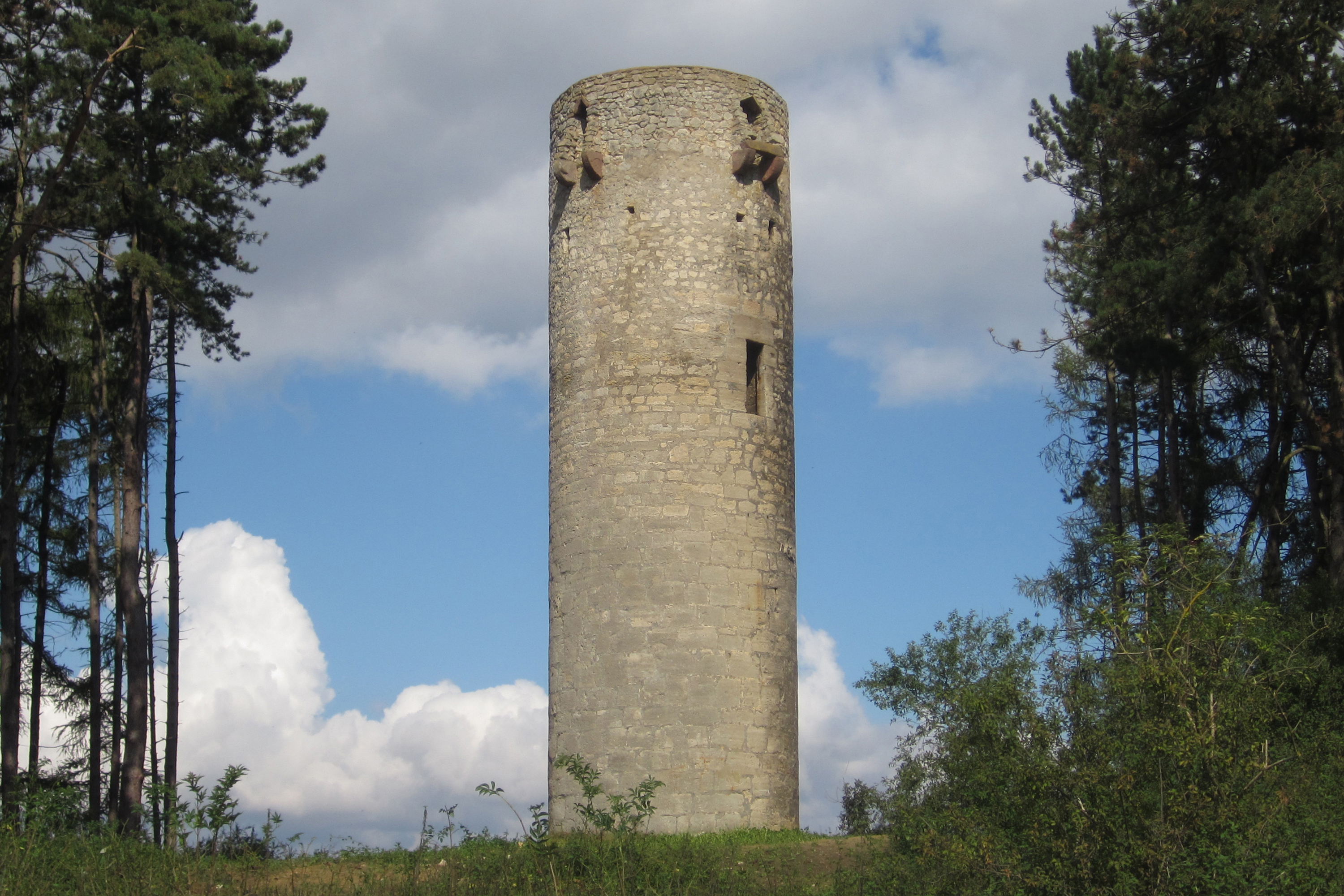
Der Eulenturm bei Warburg-Calenberg

Der Eulenturm ist ein ehemaliger Wartturm der Stadt Warburg. 
Der noch in voller Höhe erhaltene Turm steht bei Calenberg im Süden der Stadt und wurde 1311 erstmals erwähnt. Er war ein Teil der Warburger Landwehr. Schmale, schlitzartige Schießscharten und vier Erker an der oberen Kante zeugen noch heute von seiner einstigen Verteidigungsfunktion.